# Kreuzerhöhungsbasilika (Raalte)

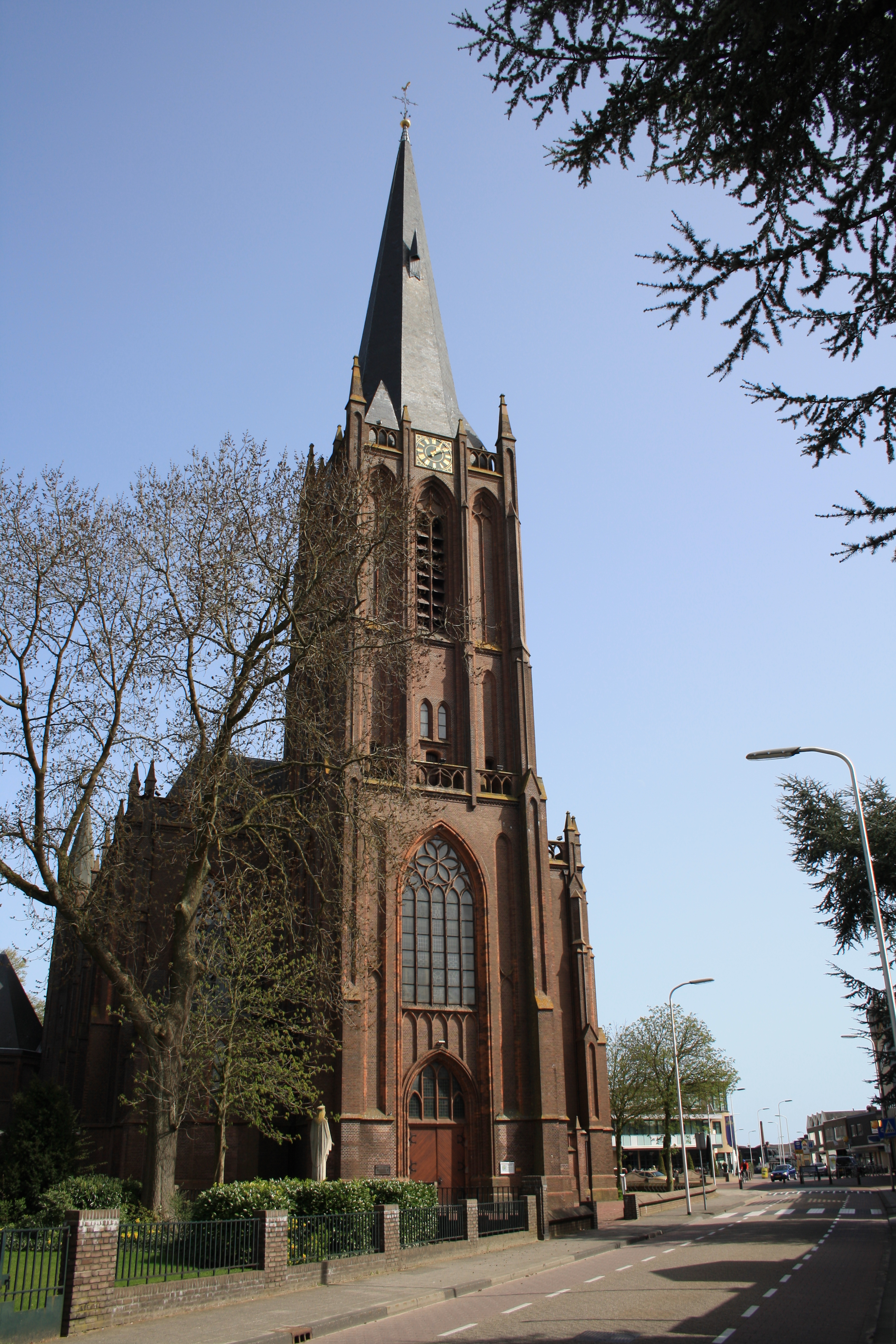
Kreuzerhöhungsbasilika

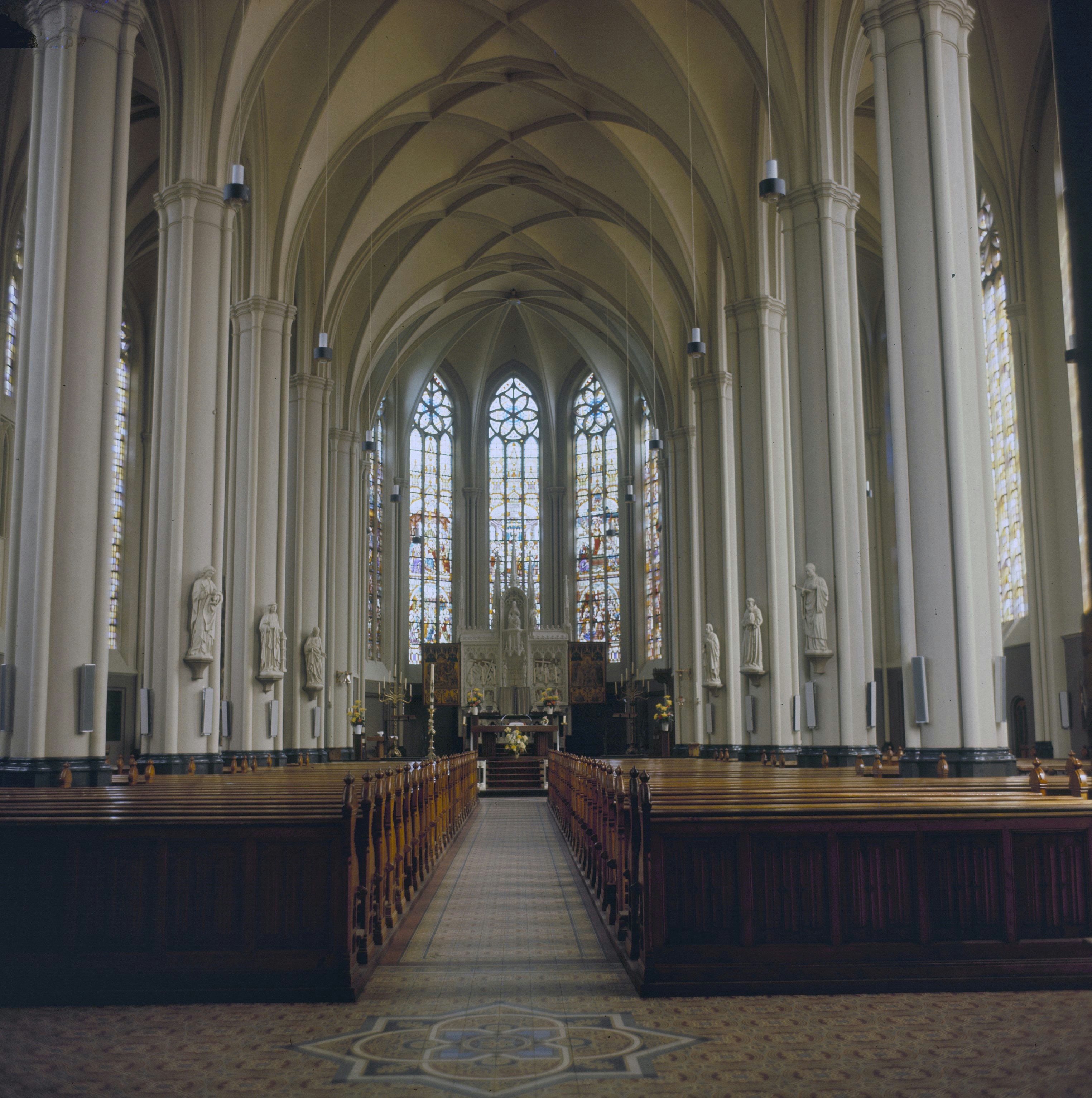
Innenraum

Die Kreuzerhöhungsbasilika (nl.: Basiliek van de Heilige Kruisverheffing) im niederländischen Raalte, einer katholischen Enklave in einem protestantischen Umland, ist eine römisch-katholische Basilika in neugotischem Stil. Die zum Erzbistum Utrecht gehörende Kirche trägt den Titel einer Basilica minor und ist als Rijksmonument geschützt.
Die Kreuzerhöhungskirche wurde in den Jahren 1891 und 1892 nach einem Entwurf von Alfred Tepe errichtet. In Anlehnung an die von ihm zuvor gebaute St.-Nikolaus-Basilika in IJsselstein entwarf er eine dreischiffige Hallenkirche mit Turm, womit sie wiederum in der Tradition von St. Lamberti in Münster steht. Die Ausstattung wurde durch Mitglieder der St. Bernulphusgilde gestiftet. Der Hochaltar im neugotischen Stil sowie zwei Seitenaltäre wurden im Studio von Friedrich Wilhelm Mengelberg gestaltet. Der Hochaltar wurde in Kalkstein mit Reliefs und Fialen ausgeführt und besitzt bemalte Flügel aus Holz. Fünf Fenster in der Apsis wurden bleiverglast. Die Kosten für den Bau der Kirche, der in eigener Verantwortung durchgeführt wurde, lagen bei 148.284,84½ Gulden.
Die Kirche wurde am 19. Oktober 1892 durch den Erzbischof von Utrecht Petrus Matthias Snickers geweiht. Sie erhielt neben dem Patrozinium des heiligen Kreuzes nun auch das des hl. Antonius von Padua. Die Kirche wurde bald „Die Kathedrale von Salland“ genannt. 1955 wurden am Glockenturm vierseitig die Zifferblätter der Kirchturmuhr angebracht. Zur Vermeidung undichter Stellen an Flachdachstellen wurden im Jahr 1966 Gauben darüber errichtet. Die Kirche wurde 1974 unter Denkmalschutz gestellt. Im gleichen Jahr wurde das Carillon in dem 79 Meter hohen Turm der Kirche in Auftrag gegeben. Am 25. April 1992 wurde die Kirche zur Basilica minor erhoben, was in den Feierlichkeiten zum einhundertjährigen Bestehen der Kirche durch Kardinal Adrianus Johannes Simonis verkündet wurde. 2008 wurde eine dreimanualige, pneumatische Orgel eingebaut, die 1927 von der Firma Adema ursprünglich für die St.-Michael-Kirche in Zwolle gebaut worden war.